# Sophie-Tith
Pour les articles homonymes, voir Charvet.
Sophie-Tith Charvet, appelée Sophie-Tith, est une chanteuse française, née le 19 septembre 1996 à Ambilly (Haute-Savoie). Elle a gagné la 9e édition de l'émission télévisée Nouvelle Star en 2013.

## Biographie
Sophie-Tith est la troisième d'une fratrie de trois filles. Elle naît à Ambilly et grandit dans une maison à Ville-la-Grand, une commune située dans la banlieue nord d'Annemasse en Haute-Savoie. La deuxième partie de son prénom serait d'origine laotienne et signifierait « raison, sentiment humain » (ou Tith signifierait, sans la prononciation du th, « petite »). Elle fréquente l'école maternelle des Pottières, l'école élémentaire du Centre puis le collège Paul-Langevin. Elle est ensuite admise au lycée Jean Monnet de Vétraz-Monthoux, en série ES. 
Passionnée de musique depuis l'âge de 7 ans, elle apprend le solfège et  le saxophone. Mais petit à petit, elle aime faire du rock. Avec quatre amies, elle fonde le groupe Asmoday, un quintet indie rock qui se retrouve même en première partie de Rage Against The Marmottes. En janvier 2012, Sophie-Tith décide de quitter ce girls band. Par ailleurs, elle arrête les cours de solfège et de saxophone à l'âge de 14 ans et préfère se concentrer sur sa scolarité, mais, arrivée au lycée, elle crée à l'âge de 16 ans avec des amis le groupe Nova, composé de cinq membres, dont Sophie-Tith au chant.
Elle participe en 2013 à la 9e édition de l'émission de télé-crochet Nouvelle Star dont elle sort gagnante le 26 février, élue par le public face à Florian Bertonnier en finale. Elle remporte donc un contrat pour un premier album avec la maison de disques Polydor. Le 1er juillet 2013 sort Premières rencontres, un album de reprises produit en partie par Sinclair. Le 7 octobre 2013 sort Enfantillages 2, album d'Aldebert auquel participe Sophie-Tith sur le duo du morceau Petits d'anges.
Le 20 février 2014, elle fait une apparition sur le plateau de la 10e saison de Nouvelle Star, où elle chante avec les deux finalistes, Mathieu et Yseult. En avril 2014 elle sort son 2e album, J'aime ça, qui contient notamment un duo avec Corson. L'album est co-écrit avec les chanteurs des BB Brunes et de Skip the Use. C'est toutefois un échec commercial, avec seulement 1 545 albums vendus.
Le 22 septembre 2015, elle signale qu'elle est en train d'écrire son 3e album dont on n'a aucune nouvelle par la suite.
Le 13 novembre 2017, elle sort un nouveau clip : L'Amour en solitaire.
Le 4 mars 2018, elle rend hommage à France Gall avec un clip de sa reprise de Ella, elle l'a.

## Parcours à laNouvelle Star
Sophie-Tith s'inscrit à l'émission une semaine après ses 16 ans. Elle passe les castings à Lyon et obtient quatre « oui » du jury (composé de André Manoukian, Sinclair, Maurane et Olivier Bas) qui lui permettent de se rendre à Paris pour les épreuves du théâtre. Elle accède à l'étape des trios grâce à une reprise de Bang Bang de Nancy Sinatra (qu'elle interprète à la première épreuve, dite « épreuve des lignes »). Elle interprète ensuite Ça me vexe de Mademoiselle K pour les épreuves de PBO (Playback Orchestra).
Mais le choix est difficile pour les jurés qui décident de mettre en place une dernière épreuve, l'épreuve de « la dernière chance ». Sophie chante alors Mad World du groupe Tears for Fears et fait partie des dix candidats sélectionnés pour les primes en direct du chapiteau, construit pour l'occasion sur l'Arche Saint Germain (Issy-les-Moulineaux).
Elle devient ensuite la plus jeune gagnante de Nouvelle Star.

### Tableau récapitulatif
| Primes | Chanson                            | Chanteur original | Avis du Jury | Avis du Jury | Avis du Jury | Avis du Jury | Total  |
| ------ | ---------------------------------- | ----------------- | ------------ | ------------ | ------------ | ------------ | ------ |
| Primes | Chanson                            | Chanteur original | Sinclair     | Maurane      | Olivier      | André        | Total  |
| 1      | Allumer le feu                     | Johnny Hallyday   |              |              |              |              | 100 %  |
| 2      | Nightcall                          | Kavinsky          |              |              |              |              | 100 %  |
| 3      | Raise Your Glass                   | Pink              |              |              |              |              | 100 %  |
| 3      | Michèle                            | Gérard Lenorman   |              |              |              |              | 100 %  |
| 4      | Where Is My Mind ?                 | Pixies            |              |              |              |              | 87,5 % |
| 4      | Golden Baby                        | Cœur de pirate    |              |              |              |              | 87,5 % |
| 5      | Elle panique                       | Olivia Ruiz       |              |              |              |              | 100 %  |
| 5      | Sorry Seems to Be the Hardest Word | Elton John        |              |              |              |              | 100 %  |
| 6      | Comment te dire adieu              | Françoise Hardy   |              |              |              |              | 91,6 % |
| 6      | The A Team                         | Ed Sheeran        |              |              |              |              | 91,6 % |
| 6      | Come together                      | The Beatles       |              |              |              |              | 91,6 % |
| Finale | La nuit je mens                    | Alain Bashung     |              |              |              |              | 100 %  |
| Finale | Mad World                          | Tears for Fears   |              |              |              |              | 100 %  |
| Finale | Firework                           | Katy Perry        |              |              |              |              | 100 %  |
| Finale | Life on Mars                       | David Bowie       |              |              |              |              | 100 %  |

## Discographie

### Albums
| Année | Album                | Ventes | Meilleure position | Certification |
| ----- | -------------------- | ------ | ------------------ | ------------- |
| 2013  | Premières rencontres | 25 000 | 7                  | —             |
| 2014  | J'aime ça            | 1 545  | —                  | —             |

### Singles
| Titre                              | Année | Meilleure position | Meilleure position | Meilleure position | Album                |
| Titre                              | Année | Belgique           | France             | Suisse             | Album                |
| ---------------------------------- | ----- | ------------------ | ------------------ | ------------------ | -------------------- |
| Sorry Seems to Be the Hardest Word | 2013  | -                  | 68                 | -                  | Premières rencontres |
| T'es beau                          | 2013  | -                  | -                  | -                  | Premières rencontres |
| Lalalove you                       | 2013  | -                  | -                  | -                  | Premières rencontres |
| The A Team                         | 2013  | -                  | 99                 | -                  | Premières rencontres |
| La Nuit je Mens                    | 2013  | -                  | 124                | -                  | Premières rencontres |
| Enfant d'ailleurs                  | 2014  | -                  | -                  | -                  | J'aime ça            |
| Ces choses-là                      | 2014  | -                  | -                  | -                  | J'aime ça            |

### Participations
- 2013 : Petits d'anges, duo avec Aldebert sur son album Enfantillages 2
- 2021 : Goodbye, Collaboration avec The Toxic Avenger sur son EP Shifted
- 2022 : Turning, Collaboration avec The Toxic Avenger sur son Album Yes Future